# Sokpop Collective
 (décembre 2023).
Le contenu est difficilement compréhensible vu les erreurs de traduction, qui sont peut-être dues à l'utilisation d'un logiciel de traduction automatique.
 (décembre 2023).
La mise en forme du texte ne suit pas les recommandations de Wikipédia : il faut le « wikifier ».
Les points d'amélioration suivants sont les cas les plus fréquents. Le détail des points à revoir est peut-être précisé sur la page de discussion.
- Les titres sont pré-formatés par le logiciel. Ils ne sont ni en capitales, ni en gras.
- Le texte ne doit pas être écrit en capitales (les noms de famille non plus), ni en gras, ni en italique, ni en « petit »…
- Le gras n'est utilisé que pour surligner le titre de l'article dans l'introduction, une seule fois.
- L'italique est rarement utilisé : mots en langue étrangère, titres d'œuvres, noms de bateaux, etc.
- Les citations ne sont pas en italique mais en corps de texte normal. Elles sont entourées par des guillemets français : « et ».
- Les listes à puces sont à éviter, des paragraphes rédigés étant largement préférés. Les tableaux sont à réserver à la présentation de données structurées (résultats, etc.).
- Les appels de note de bas de page (petits chiffres en exposant, introduits par l'outil «  Source ») sont à placer entre la fin de phrase et le point final[comme ça].
- Les liens internes (vers d'autres articles de Wikipédia) sont à choisir avec parcimonie. Créez des liens vers des articles approfondissant le sujet. Les termes génériques sans rapport avec le sujet sont à éviter, ainsi que les répétitions de liens vers un même terme.
- Les liens externes sont à placer uniquement dans une section « Liens externes », à la fin de l'article. Ces liens sont à choisir avec parcimonie suivant les règles définies. Si un lien sert de source à l'article, son insertion dans le texte est à faire par les notes de bas de page.
- La présentation des références doit suivre les conventions bibliographiques. Il est recommandé d'utiliser les modèles {{Ouvrage}}, {{Chapitre}}, {{Article}}, {{Lien web}} et/ou {{Bibliographie}}. Le mode d'édition visuel peut mettre en forme automatiquement les références.
- Insérer une infobox (cadre d'informations à droite) n'est pas obligatoire pour parachever la mise en page.

Pour une aide détaillée, merci de consulter Aide:Wikification.
Si vous pensez que ces points ont été résolus, vous pouvez retirer ce bandeau et améliorer la mise en forme d'un autre article.
Sokpop Collective, également connu simplement sous le nom de Sokpop (  " chaussette marionnette " en néerlandais), est un studio indépendant de développement de jeux vidéo situé à Utrecht, aux Pays-Bas. Le studio a été fondé en 2015 et se compose de quatre personnes. Le studio est géré comme un collectif, sans structure de direction formelle ni gestionnaires, mais une hiérarchie plate où tout le monde travaille sur un pied d'égalité. 
Sokpop est connu pour sortir un nouveau jeu chaque mois. Ils gèrent un Patreon, où ils vendent ces jeux via un modèle de type abonnement,  en plus de vendre les jeux sur Steam et Itch.io pour les non-clients. Quelques-uns de leurs jeux sont devenus des succès, tels que simmiland et Stacklands, ce dernier ayant remporté le prix de la "Meilleure innovation" aux Dutch Game Awards 2022. Le collectif a reçu le "Awesome Achievement Award" la même année. 

## Histoire
Les quatre développeurs qui composent Sokpop se sont rencontrés en 2015, lorsqu'ils ont commencé à faire beaucoup de game jams ensemble, comme Ludum Dare. Quand il n'y avait pas de game jam officiel, ils en organisaient chez eux. C'est à partir de là que le collectif s'est développé, les conduisant tous les quatre à se lancer dans ce qui est devenu une sorte de "game jam infini". 
Sokpop est connu pour sa capacité à développer et à publier de petits jeux à un rythme rapide. Entre 2017 et 2020, Sokpop a sorti un nouveau jeu toutes les 2 semaines. En mai 2020, ils avaient sorti 54 jeux,  en mars 2021, ce nombre était passé à 78.  Depuis 2021, ils ont changé leur calendrier de sortie pour un nouveau jeu par mois, de manière qu'ils puissent augmenter la portée et les dépenses de leurs projets. plus de temps sur chaque idée individuelle. Malgré ce calendrier de sortie rapide, les critiques sont positives, les jeux du collectif sont polis et étonnamment profonds et complexes mécaniquement.  Eric Schoon de The Review Geek a présente Sokpop comme "l'une des choses les plus intéressantes qui se passent actuellement sur la scène du jeu indépendant", et que "l'équilibre entre variété et qualité affiché est inégalé ailleurs dans l'industrie du jeu, surtout si l'on considère le calendrier des sorties." 
Bien qu'ils travaillent dans le même studio, les développeurs de Sokpop collaborent rarement.  La plupart des jeux sont développés individuellement, donc plutôt que de travailler sur un nouveau jeu tous les mois, chaque développeur a 4 mois pour travailler sur son jeu avant sa sortie.
Initialement, Sokpop a financé ses projets via Patreon et itch.io, vendant effectivement ses jeux comme un service d'abonnement à un magazine,   mais quand ils ont commencé à publier leurs jeux sur Steam, les ventes sur cette plate-forme leur ont rapporté plus que Patreon et itch.io ventes combinées. 
Un certain nombre de jeux de Sokpop sont devenus des succès inattendus, comme simmiland en 2018, un jeu de cartes qui a été repris par les Youtubers et les streamers, ce qui a permis au jeu de se vendre particulièrement bien sur itch.io.  Stacklands, un jeu sorti en 2022 qui combine la construction de deck avec la construction de village et la gestion de ressources, est devenu à la fois un succès critique et commercial.  Il a été nommé pour son excellent design au 25e festival annuel des jeux indépendants,  et comme le meilleur jeu, la meilleure innovation et le meilleur design de jeu aux Dutch Game Awards,  où, en plus de remporter la "meilleure innovation ", le studio lui-même a reçu le "Awesome Achievement Award". 

## Jeux
- Bamboo EP (December 2016)
- jut (January 2018)
- bombini (January 2018)
- Dr. Umgebung's School of Life (January 2018)
- New Colony (February 2018)
- King Of The Sandcastle (February 2018)
- moeras (March 2018)
- dino game (March 2018)
- driftwood (April 2018)
- Hoco Poco (May 2018)
- tomscape (May 2018)
- kamer (May 2018)
- huts (June 2018)
- Zoo Packs (June 2018)
- botanik (July 2018)
- spider ponds (July 2018)
- llama villa (August 2018)
- simmiland (August 2018)
- hoppa (August 2018)
- soko loco (September 2018)
- Oh Crab! (September 2018)
- visser (October 2018)
- Doler (October 2018)
- frog struggles (November 2018)
- skidlocked (November 2018)
- kraken's curse (December 2018)
- clutchball (December 2018)
- Peppered (January 2019)
- capy hoky (January 2019)
- Brume (January 2019)
- Featherfall (February 2019)
- Penguin Park 3D (February 2019)
- kart kids (March 2019)
- bandapes (April 2019)
- sok-stories (April 2019)
- passenger seat (April 2019)
- wamu wamu 2 (May 2019)
- Pear Quest (May 2019)
- The Hour of the Rat (June 2019)
- rook (June 2019)
- pilfer (July 2019)
- Ollie & Bollie: Outdoor Estate (July 2019)
- bobo robot (August 2019)
- Sproots (August 2019)
- Good Goods Inc (August 2019)
- klym (September 2019)
- Sunset Kingdom (September 2019)
- fishy (October 2019)
- Sokbots (October 2019)
- Pupper Park (November 2019)
- Soko Loco Deluxe (November 2019)
- deer hunter II (December 2019)
- Uniseas (December 2019)
- Goblet Cave (December 2019)
- blue drifter (January 2020)
- labyrinth (January 2020)
- Chatventures (February 2020)
- sok-worlds (February 2020)
- clickbox (March 2020)
- Ginseng Hero (March 2020)
- Yardlings (April 2020)
- disc party (April 2020)
- Popo's Tower (May 2020)
- helionaut (June 2020)
- Lairchitect (June 2020)
- dead run (July 2020)
- Rock Paper Sock (July 2020)
- pyramida (August 2020)
- Woodland Saga (August 2020)
- Flipper Volcano (August 2020)
- Grey Scout (September 2020)
- Fishy 3D (October 2020)
- King Pins (October 2020)
- skelets (October 2020)
- Pipo Park (November 2020)
- Pocket Watch (December 2020)
- bloks (December 2020)
- n-body (January 2021)
- vissekom (January 2021)
- post cards (January 2021)
- Wild-9 (February 2021)
- Hamster All-Stars (February 2021)
- Toverblade (March 2021)
- Kochu's Dream (May 2021)
- Beastrun (May 2021)
- Aran's Bike Trip (July 2021)
- Hellblusser (July 2021)
- Heliopedia (August 2021)
- Apocalich (September 2021)
- Dungeonball (November 2021)
- Di-Da-Dobble (November 2021)
- Luckitown (January 2022)
- TEMPLE of RUBBO (February 2022)
- Stacklands (March 2022)
- White Lavender (May 2022)
- Guardener (June 2022)
- tile tale (June 2022)
- Tuin (August 2022)
- Ballspell (September 2022)
- Springblades (November 2022)

## Réferences
1. ↑  « https://www.engadget.com/2018-09-21-sokpop-indie-games-patreon-magazine.html »
2. 1 2 3 4  Robert Purchese, « The Sokpop Collective, an alternative vision of game development », sur Eurogamer, 26 mars 2021 (consulté le 4 octobre 2022)
3. 1 2  Nick Summers, « Sokpop is selling indie games like a magazine subscription », sur Engadget, 21 septembre 2018 (consulté le 4 octobre 2022)
4. 1 2  « Winners » [archive du 6 octobre 2022], sur Dutch Game Awards, 6 octobre 2022 (consulté le 8 octobre 2022)
5. 1 2 3  Fraser Brown, « Somehow, the Sokpop Collective has released two games a month for two years », sur PC Gamer, 8 mai 2020 (consulté le 4 octobre 2022)
6. ↑  Eric Schoon, « The Sokpop Collective Is the Most Fun You Can Have for Just $3 a Month », sur The Review Geek, 23 janvier 2021 (consulté le 4 octobre 2022)
7. 1 2  Caty McCarthy, « How Sokpop Collective Found a Way to Make Small Games for a Living With Patreon », sur USgamer, 11 avril 2019 (consulté le 4 octobre 2022)
8. ↑  Simon Carless, « How one of Sokpop's almost 100 (!) Steam games became a big hit », sur The GameDiscoverCo newsletter, 11 juillet 2022 (consulté le 4 octobre 2022)
9. ↑  « 'TUNIC' and 'Betrayal at Club Low' Are Front Runners in IGF 2023 Nominations », sur Independent Games Festival, 24 janvier 2023 (consulté le 8 avril 2023)
10. ↑  « These are the nominees of the Dutch Game Awards 2022! », sur Dutch Game Awards, 9 juillet 2022 (consulté le 4 octobre 2022)